# Hans Zankl
Hans Zankl (* 1940 oder 1941) ist ein ehemaliger österreichischer Tischtennis-Nationalspieler.

## Werdegang
Erste Erfolge erzielte Hans Zankl im Jugendbereich. 1957 und 1958 erreichte er zusammen mit Viktor Hirsch bei den Jugendeuropameisterschaften im Doppel das Endspiel. Im Erwachsenenbereich wurde er für insgesamt 75 Länderspiele nominiert. Er nahm an den Weltmeisterschaften 1959 und 1963 sowie an der Europameisterschaft 1958 teil, kam aber nicht in die Nähe von Medaillenrängen. Bereits 1957 sollte er an der WM teilnehmen, verzichtete jedoch um sich auf seinen Schulabschluss zu konzentrieren.
Bei den nationalen österreichischen Meisterschaften erreichte er neun Mal das Endspiel, blieb dabei aber jeweils sieglos. Er spielte bei den Vereinen ASK Salzburg. und Union Nonntal.
Nach dem Ende seiner Karriere übernahm er Funktionärsaufgaben. So war er von 1985 bis 1986 Vizepräsident des Salzburger Tischtennisverbandes.